# Hylobates lar lar
O gibão-lar-da-malásia (Hylobates lar lar) é uma das 5 subespécies de Hylobates lar.

## Estado de conservação
Esta subespécie encontra-se listada como ameaçada, uma vez que perdeu mais de 50% de indivíduos nos últimos 45 anos devido à perda de floresta e a caça de indivíduos maduros.